# Carex wutuensis
Espèce
Classification phylogénétique
Carex wutuensis est une espèce de plantes du genre Carex et de la famille des Cyperaceae.